# Parachorius globosus
Parachorius globosus là một loài bọ cánh cứng trong họ Bọ hung (Scarabaeidae).